# Nanolpium pusillum
Nanolpium pusillum är en spindeldjursart som först beskrevs av Edvard Ellingsen 1909.  Nanolpium pusillum ingår i släktet Nanolpium och familjen Olpiidae. Inga underarter finns listade i Catalogue of Life.